# J&F Investimentos
J&F Investimentos S.A. er et privatejet holdingselskab og konglomerat. Virksomheden blev etableret som et investeringsselskab i 1953 af familien Batista i São Paulo.
 Virksomheden er involveret i flere brancher: Jordbrug, industri, fødevarer, energi, finansiering, investering, m.f. 
I 2022 havde de 267.000 ansatte, hvoraf 250.000 var ansat i JBS S.A., og 17.000 var ansat i andre selskaber.

## Datterselskaber
Datterselskaber inkluderer:
- JBS S.A. (fødevareindustri)[5]
- Banco Original (finansiering)[5]
- Eldorado Brasil (cellulose)[5]
- PicPay (finansiel service)[5]
- Canal Rural (telekommunikation)[5]
- Flora (hygiejneartikler)[5]
- Âmbar Energia (energi)[5]
- Floresta Agropecuária (jordbrug)
- J&F Oklahoma (landbrug)
- Anglo Alimentos (fødevareindustri)
- GasOcidente Mato Grosso (GOM) (naturgas)
- J&F Mineração (granulat og malm)[6][7]